# R. C. Rickmers (1906)
«RC Rickmers» — німецький п'ятищогловий сталевий кліпер-барк із допоміжним двигуном, побудований у 1906 році фірмою Rickmers Rice Mill, Freight and Shipbuilding Company (Rickmers Reismühlen Rhederei und Schiffbau A.G., відомою як Rickmers A.G.) у Бремергафені, Німеччина, для судноплавної компанії Rickmers Line. Корабель був найбільшим вітрильним судном у світі з 1907 року (після затоплення Thomas W. Lawson) до 1911 року (після спуску на воду France II)[відсутнє в джерелі] і другим німецьким п'ятищогловим барком.

## Rickmers A.G.
Суднобудівна верф Rickmers була заснована Р. К. Рікмерсом у 1839 році. На початку XX століття на верфі працювало близько 650 осіб, і вона побудувала кілька надзвичайно великих вітрильних суден для потреб власної компанії, що займалася торгівлею рисом.

## Характеристика
Збудований у 1906 році, судно R. C. Rickmers стало найбільшим вітрильним кораблем у світі з 1907 року, після втрати Thomas W. Lawson, до 1911 року, коли було спущено на воду France II. Капітаном судна був Август Вальзен. Перший рейс за маршрутом Бремен — Сайгон — Бангкок через мис Горн завершився прибуттям до Нью-Йорка восени 1906 року. Інформація про R. C. Rickmers була опублікована в журналі Scientific American у жовтні 1906 року.
Під вітрилами швидкість R. C. Rickmers становила орієнтовно 13—14 вузлів, досягаючи максимальної швидкості у 17 вузлів. За допомогою парової машини судно могло рухатися зі швидкістю 8 вузлів без вантажу та 6—7 вузлів із вантажем на борту.

## Рейси
За перші два з половиною роки експлуатації судно пройшло 100 000 морських миль.
R. C. Rickmers здійснив численні навколосвітні подорожі, відвідуючи такі регіони та порти:
- Східна Азія (Сінгапур, Кобе та Хіого, Японія, Сайгон під час першого рейсу)
- Далекий Схід (Владивосток)
- Західне узбережжя США (Сан-Франциско, Лос-Анджелес та Портленд, Орегон)
- Австралія (Новий Південний Уельс) та Південна Америка (Чилі)

У 1912 та 1913 роках судно здійснило два значні рейси за маршрутами:
- Кардіфф — Філадельфія — мис Доброї Надії — Кобе, Японія — Портленд, Орегон — Антверпен
- Кардіфф — Філадельфія — мис Доброї Надії — Японія — Владивосток — Індійський океан — Галл

Коли судно перебувало у Владивостоці, його відвідав російський імператор Микола II.

## Доля
З початком Першої світової війни, у серпні 1914 року, R. C. Rickmers був захоплений британським Адміралтейством у Кардіффі як військовий трофей. Судно отримало нову назву Neath та було залучене до торговельних перевезень.
27 березня 1917 року, під британським прапором, під час повернення з Маврикія до Гавра з вантажем цукру, Neath був потоплений німецьким підводним човном U-66 біля берегів Ірландії. Увесь екіпаж судна врятувався, проте капітан потрапив у полон, захоплений екіпажем U-66.